# Sân vận động Fuji Hokuroku
Fuji Hokuroku Stadium (富士北麓競技場) là một sân vận động thể thao nằm ở thành phố Fujiyoshida, Yamanashi, Nhật Bản.
Vào năm 2000, nơi đây từng là sân nhà của câu lạc bộ bóng đá Ventforet Kofu.